# Блэр, Бриана
Бриана Блэр (англ. Briana Blair, род. 24 июня 1987, Атланта) — американская порноактрисы.

## Биография
Бриана Блэр родилась 24 июня 1987 года в Атланте, Джорджия. Блэр работала черлидером клубов «Атланта Хокс» из НБА и «Атланта Трэшерз» из НХЛ. По окончании трёхлетнего контракта с «Хокс», Бриана переехала в Лос-Анджелес, где во время кастинга для журнала Maxim встретила агента по поиску порноактрис. Агент предложил ей сняться в порнофильме и Бриана согласилась. Блэр также снималась для журналов, в том числе её фотография появилась на обложке июньского номера Hustler в 2010 году. В июле 2011 года на своём веб-сайте Блэр объявила, что уходит из порноиндустрии. С этого же месяца она выступает в баскетбольной лиге Lingerie Basketball League.

## Премии и номинации
- 2010 номинация на NightMoves Awards — Лучшая новая старлетка[7]
- 2011 номинация на AVN Awards — Лучшая новая старлетка[8]
- 2011 номинация на AVN Awards — Лучшая сцена орального секса — The Big Lebowski: A XXX Parody[8]
- 2011 AVN Awards — Лучшая сцена группового лесбийского секса — An Orgy of Exes[8]
- 2011 номинация на AVN Awards — Лучшая сцена группового секса — Speed[8]
- 2011 номинация на XBIZ Award — Новая старлетка года[9]